# 四季 (シャガール)
四季（Four Seasons）は、アメリカ合衆国イリノイ州シカゴにあるマルク・シャガール作のモザイク壁画(パブリックアート)。シカゴダウンタウンのループ地域にあるチェースタワー・プラザ内に所在。
シャガール自身によるシカゴ市への寄贈作品。高さ4.3m、幅21m、奥行き3.0mの直方体の四面にモザイクが施されている。
1974年9月27日に寄贈された後、1994年に修復作業が行われ、またガラス製の保護用屋根が設置された。
チャック・オーリン監督のドキュメンタリー映画「The Gift: Four Seasons Mosaic of Marc Chagall」(1974年)の主題となった。